# Makoto Isshiki
一色まこと
Œuvres principales
- Hanada le garnement
- Piano no mori

Makoto Isshiki (一色まこと, Isshiki Makoto) est une dessinatrice de manga japonaise. Elle est surtout connue pour sa série Piano no Mori, qui a été adapté en film d'animation sous le titre Piano Forest et a reçu le Grand Prix de manga en 2008 au Japan Media Arts Festival. En 1994, elle remporte le prix du manga Kōdansha catégorie générale pour Hanada le garnement (Hanada shōnen-shi), adapté en série télévisée animée et en film live.

## Œuvre
- Denaoshitoide!, Big Comic Spirits, 1988–95, 6 volumes
- Hanada le garnement (Hanada Shōnen-shi), Mr. Magazine, 1993–95, 4 + 1 volumes
- Hassuru, Big Comic Spirits, 1996–97, 6 volumes
- Gyojin-Sou kara Ai wo Komete, Shōnen Jump Deluxe, 1998, 1 volume
- Piano no mori, Young Magazine Uppers, Weekly Morning, 1998–2015, 26 volumes